# Harlem Shake (singolo)
Harlem Shake è un singolo novelty del DJ e produttore statunitense Baauer, pubblicato il 22 maggio 2012 dall'etichetta discografica Mad Decent. Nel brano prevalgono le sonorità della bassline e sono presenti alcuni elementi electro house e influenze hip hop; inoltre, in alcuni punti della canzone è presente il ruggito di un leone.
Dopo la pubblicazione come singolo, è nato un fenomeno di Internet che consiste in un video di 30 secondi in cui un gruppo di persone, mascherate o munite di oggetti stravaganti, balla con la canzone Harlem Shake come sottofondo. Il fenomeno, esteso in tutto il mondo, ha preso il nome dal titolo del brano, e ha aumentato la popolarità della musica trap.

## Descrizione
Baauer ha registrato Harlem Shake nel suo studio a Brooklyn, New York. La musica è caratterizzata da snare duri, una bassline meccanica, il verso di un leone e una frase ripetuta più volte durante il brano. Andrew Ryce, della rivista online di musica elettronica Resident Advisor, ha categorizzato la canzone come Hip Hop e Bass; David Wagner dell'Atlantic vede Harlem Shake come un brano di genere Southern Hip Hop. Completamente in contrasto, Jon Caramanica del New York Times pensa che il brano non sia Hip Hop, ma abbia solo qualche influenza del genere.
In molti punti, durante la canzone, è presente una voce che grida "con los terroristas"; la registrazione di questa frase è stata estratta da una canzone reggaeton del 2006 di Héctor Delgado. Prima del ritornello, è presente un'altra frase che ordina agli ascoltatori di eseguire l'Harlem Shake ("And do the Harlem Shake"); anche questa è la frase di un'altra canzone, intitolata Miller Time, composta dal gruppo hip hop Plastic Little.
Baauer ha definito Harlem Shake "una canzone bizzarra e divertente".

## Successo commerciale
Harlem Shake non ha riscosso molto successo fino a febbraio 2013, mese in cui una serie di video bizzarri postati su YouTube, nei quali il brano è presente come sottofondo, sono diventati un vero e proprio meme di Internet. La rivista statunitense Billboard ha definito il fenomeno come "la più grande epidemia dopo Gangnam Style di Psy". Grazie a questo nuovo tormentone, le vendite e il successo del singolo sono arrivati alle stelle. Ha scalato le classifiche di tutto il mondo, raggiungendo la vetta nella Billboard Hot 100, nella UK Dance Chart, nella RIANZ, nella ARIA Charts e nella Billboard Dance/Electronic Songs.
Il 12 marzo 2013, la rivista The Guardian ha stimato che la canzone ha guadagnato più di 50.000 sterline.

## Classifiche

### Classifiche settimanali
| Classifica (2013) | Posizione massima |
| ----------------- | ----------------- |
| Australia         | 1                 |
| Austria           | 9                 |
| Belgio (Fiandre)  | 2                 |
| Belgio (Vallonia) | 2                 |
| Canada            | 6                 |
| Danimarca         | 4                 |
| Finlandia         | 19                |
| Francia           | 4                 |
| Germania          | 10                |
| Irlanda           | 5                 |
| Italia            | 9                 |
| Lussemburgo       | 1                 |
| Norvegia          | 9                 |
| Nuova Zelanda     | 1                 |
| Paesi Bassi       | 4                 |
| Polonia           | 21                |
| Regno Unito       | 3                 |
| Spagna            | 26                |
| Stati Uniti       | 1                 |
| Svezia            | 17                |
| Svizzera          | 5                 |

### Classifiche di fine anno
| Classifica (2013) | Posizione |
| ----------------- | --------- |
| Italia            | 85        |